# Blutch, zweet en tranen
Blutch, zweet en tranen is het 42ste album uit de stripreeks de De Blauwbloezen. Het werd getekend door Willy Lambil en het scenario werd geschreven door Cauvin. Het album werd uitgegeven in 1999.

## Verhaal
Blutch is voor de zoveelste keer gedeserteerd en sergeant Chesterfield gaat hem weer zoeken. Blutch vindt dan een stervende noordelijke unie soldaat en als Chesterfield arriveert blaast de soldaat zijn laatste adem uit. Samen begraven ze hem en Blutch keert vlug terug naar het kamp om het geheim wat hij nu meedraagt te vertellen aan hogere hand. Als hij niet toegelaten wordt om de generaals te spreken moet hij wachten tot het mis gaat. De tent van Generaal Grant wordt opgeblazen waarna Blutch hem eindelijk over het complot tegen hem kan vertellen. Grant wordt wantrouwig en besluit dan niemand meer te vertrouwen in het eigen kamp. Uiteindelijk wisselen Blutch en Chesterfield van rol om Grant van dienst te zijn in het koken, poetsen en wachtlopen. Blutch krijgt dan de taak van Generaal Alexander om de dader van de aanslag te vinden..

## Personages in het album
- Blutch
- Cornelius Chesterfield
- Generaal Alexander
- Generaal Grant
- Kapitein Stillman
- Kapitein Stark